# Paepalanthus repens
Paepalanthus repens är en gräsväxtart som först beskrevs av Jean-Baptiste de Lamarck, och fick sitt nu gällande namn av Friedrich August Körnicke. Paepalanthus repens ingår i släktet Paepalanthus och familjen Eriocaulaceae. Inga underarter finns listade i Catalogue of Life.